# Pachycytes sericeovittata
Pachycytes sericeovittata is een keversoort uit de familie van de boktorren (Cerambycidae). De wetenschappelijke naam van de soort werd in 1880 als Iresioides sericeovittata gepubliceerd door Charles Owen Waterhouse.